# HAMSAT
HAMSAT（別名：HAMSAT INDIA、VU2SAT）はインドのマイクロサット。インドと国際アマチュア無線家のためにアマチュア無線サービスを提供している。OSCAR-52。重量42.5kg。なお、HAMとはアマチュア無線家のことである。
2005年5月5日、PSLV-C6によりCARTOSAT-1の副衛星として打ち上げられ、太陽同期軌道に投入された。
2基のトランスポンダを搭載し、片方はオランダのアマチュア無線家が、もう片方はインド宇宙研究機関の協力によって作成された。